# Piața San Marco

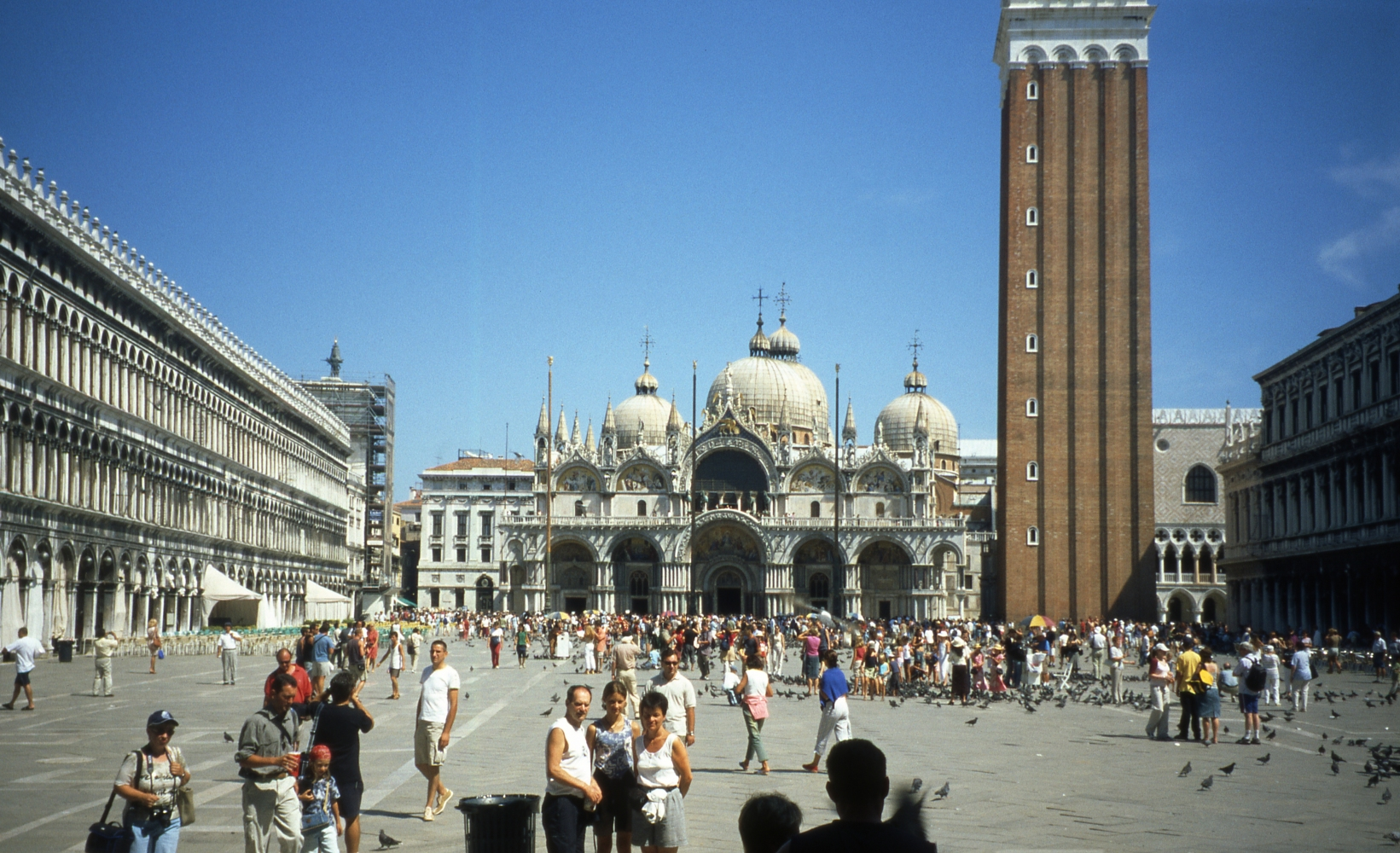
Piața San Marco

Piața San Marco (în italiană Piazza San Marco) este piața centrală a Veneției (Italia). Aici se află cele mai faimoase clădiri ale orașului: Bazilica San Marco și Palatul Dogilor.
Piața este delimitată în partea de sud de două coloane, aduse aici în 1170. Una are în vârf Leul Sfântului Marcu, iar cealaltă statuia Sf. Teodor. În nordul bazilicii se află Torre dell'Orologio (turnul orologiului), construit în 1499, pe care este inscripționat în limba latină un text a cărui traducere este "Eu număr doar orele fericite".